# Чистопольський сільський округ
Чистопо́льський сільський округ (каз. Чистополь ауылдық округі, рос. Чистопольский сельский округ) — адміністративна одиниця у складі району імені Габіта Мусрепова Північноказахстанської області Казахстану. Адміністративний центр — село Чистопольє.
Населення — 2793 особи (2021; 3839 у 2009, 5680 у 1999, 9382 у 1989).
Станом на 1989 рік існували Гаршинська сільська рада (села Гаршино, Рибинка, Шакпак), Чистопольська сільська рада (частина села Чистопольє, селище Приріченський), Ювілейна сільська рада (частина села Чистопольє, села Дубровка, Князевка) та Ялтинська сільська рада (село Ялти) колишнього Чистопольського району; село Симоновка перебувало у складі Жаркольської сільської ради. Селище Приріченський було ліквідоване. 2013 року до складу округу увійшла територія ліквідованого Гаршинського сільського округу (села Гаршино, Шакпак). Село Шакпак було ліквідовано 2018 року.

## Склад
До складу округу входять такі населені пункти:
| Населений пункт       | Старі назви | Населення, осіб (1989) | Населення, осіб (1999) | Населення, осіб (2009) | Населення, осіб (2021) |
| --------------------- | ----------- | ---------------------- | ---------------------- | ---------------------- | ---------------------- |
| Гаршино, село         | -           | 814                    | 598                    | 428                    | 273                    |
| Дубровка, село        | -           | 306                    | 219                    | 81                     | 17                     |
| Князевка, село        | -           | 428                    | 301                    | 121                    | 13                     |
| Приріченський, селище | -           | 1233                   | -                      | -                      | -                      |
| Рибинка, село         | -           | 194                    | -                      | -                      | -                      |
| Симоновка, село       | -           | 385                    | 376                    | 93                     | 31                     |
| Чистопольє, село      | -           | 4804                   | 3333                   | 2460                   | 2078                   |
| Шакпак, село          | -           | 171                    | 98                     | 77                     | -                      |
| Ялти, село            | -           | 1047                   | 753                    | 579                    | 381                    |